# Фінал Кубка Стенлі 2023
Фінал Кубка Стенлі 2023 (англ. Stanley Cup Finals) — 130-й загалом фінал Кубка Стенлі та сезону 2022–2023 у НХЛ між «Вегас Голден Найтс» та «Флорида Пантерс». Серія відбулась з 3 по 13 червня 2023 року.
Вперше Кубок Стенлі здобув клуб «Вегас Голден Найтс».

## Арени
| Вегас Голден Найтс | Ті-Мобіл Арена БанкАтлантік-центрclass=notpageimage\| Арени фіналу Кубка Стенлі 2023 | Флорида Пантерс    |
| Ті-Мобіл Арена     | Ті-Мобіл Арена БанкАтлантік-центрclass=notpageimage\| Арени фіналу Кубка Стенлі 2023 | БанкАтлантік-центр |
| Місткість: 17 367  | Ті-Мобіл Арена БанкАтлантік-центрclass=notpageimage\| Арени фіналу Кубка Стенлі 2023 | Місткість: 21 371  |
|                    | Ті-Мобіл Арена БанкАтлантік-центрclass=notpageimage\| Арени фіналу Кубка Стенлі 2023 |                    |

## Шлях до фіналу
| Західна конференція |          |                 |                   |                                             |
| Стадія              | Суперник | Суперник        | Загальний рахунок | Результати матчів                           |
| Перший раунд        | П1       | Вінніпег Джетс  | 4 : 1             | 1:5, 5:2, 5:4 (2ОТ), 4:2, 4:1               |
| Другий раунд        | П3       | Едмонтон Ойлерз | 4 : 2             | 6:4, 1:5, 5:1, 1:4, 4:3, 5:2                |
| Півфінал            | 1        | Даллас Старс    | 4 : 2             | 4:3 (ОТ), 3:2 (ОТ), 4:0, 2:3 (ОТ), 2:4, 6:0 |

| Східна конференція |          |                     |                   |                                             |
| Стадія             | Суперник | Суперник            | Загальний рахунок | Результати матчів                           |
| Перший раунд       | Ц2       | Бостон Брюїнс       | 4 : 3             | 1:3, 6:3, 2:4, 2:6, 4:3 (ОТ), 7:5, 4:3 (ОТ) |
| Другий раунд       | Ц1       | Торонто Мейпл Ліфс  | 4 : 1             | 4:2, 3:2, 3:2 (ОТ), 1:2, 3:2 (ОТ)           |
| Півфінал           | 6        | Кароліна Гаррікейнс | 4 : 0             | 3:2 (4ОТ), 2:1 (ОТ), 1:0, 4:3               |

## Серія
| 3 червня 2023 20:00 | Вегас Голден Найтс | 5 : 2 (1:1, 1:1, 3:0) | Флорида Пантерс | Ті-Мобіл Арена, Парадайз Глядачів: 18 432 |

| Протокол                                                                     | Протокол                    | Протокол                     | Протокол           | Протокол                        |
| ---------------------------------------------------------------------------- | --------------------------- | ---------------------------- | ------------------ | ------------------------------- |
|                                                                              | Едін Гілл                   | Голкіпери                    | Сергій Бобровський | Арбітри: Вес Макколі Ден О’Рурк |
| Маршессо — 17:18 Теодор — 30:54 Вайтклауд — 46:59 Стоун — 53:41 Сміт — 58:15 | 0:1 1:1 2:1 2:2 3:2 4:2 5:2 | 09:40 — Стаал 39:49 — Дюклер |                    | Арбітри: Вес Макколі Ден О’Рурк |
| 18 хв.                                                                       | Вилучення                   | 46 хв.                       |                    | Арбітри: Вес Макколі Ден О’Рурк |
| 34                                                                           | Кидки                       | 35                           |                    | Арбітри: Вес Макколі Ден О’Рурк |

| 5 червня 2023 20:00 | Вегас Голден Найтс | 7 : 2 (2:0, 2:0, 3:2) | Флорида Пантерс | Ті-Мобіл Арена, Парадайз Глядачів: 18 561 |

| Протокол | Протокол                            | Протокол                       | Протокол                       | Протокол                       |
| --- | ----------------------------------- | ------------------------------ | ------------------------------ | ------------------------------ |
| | Едін Гілл                           | Голкіпери                      | Сергій Бобровський Алекс Лайон | Арбітри: Стів Козарі Кріс Руні |
| Маршессо — 07:05 Мартінес — 17:59 Рой — 22:59 Гоуден — 27:10 Маршессо — 42:10 Амадіо — 50:33 Гоуден — 57:52 | 1:0 2:0 3:0 4:0 4:1 5:1 6:1 6:2 7:2 | 40:14 — Лунделл 52:44 — Ткачук |                                | Арбітри: Стів Козарі Кріс Руні |
| 64 хв. | Вилучення                           | 84 хв.                         |                                | Арбітри: Стів Козарі Кріс Руні |
| 28 | Кидки                               | 31                             |                                | Арбітри: Стів Козарі Кріс Руні |

| 8 червня 2023 20:00 | Флорида Пантерс | 3 : 2 (ОТ) (1:1, 0:1, 1:0, 1:0) | Вегас Голден Найтс | БанкАтлантік-центр, Санрайз Глядачів: 19 735 |

| Протокол                                      | Протокол            | Протокол                       | Протокол  | Протокол                            |
| --------------------------------------------- | ------------------- | ------------------------------ | --------- | ----------------------------------- |
|                                               | Сергій Бобровський  | Голкіпери                      | Едін Гілл | Арбітри: Ден О’Рурк Келлі Сазерленд |
| Монтур — 04:08 Ткачук — 57:47 Верхегі — 64:27 | 1:0 1:1 1:2 2:2 3:2 | 16:03 — Стоун 34:59 — Маршессо |           | Арбітри: Ден О’Рурк Келлі Сазерленд |
| 16 хв.                                        | Вилучення           | 14 хв.                         |           | Арбітри: Ден О’Рурк Келлі Сазерленд |
| 23                                            | Кидки               | 27                             |           | Арбітри: Ден О’Рурк Келлі Сазерленд |

| 10 червня 2023 20:00 | Флорида Пантерс | 2 : 3 (0:1, 1:2, 1:0) | Вегас Голден Найтс | БанкАтлантік-центр, Санрайз Глядачів: 19 986 |

| Протокол                      | Протокол            | Протокол                                             | Протокол  | Протокол                         |
| ----------------------------- | ------------------- | ---------------------------------------------------- | --------- | -------------------------------- |
|                               | Сергій Бобровський  | Голкіпери                                            | Едін Гілл | Арбітри: Вес Макколі Стів Козарі |
| Монтур — 36:09 Барков — 43:50 | 0:1 0:2 0:3 1:3 2:3 | 01:39 — Стівенсон 27:28 — Стівенсон 31:04 — Карлссон |           | Арбітри: Вес Макколі Стів Козарі |
| 28 хв.                        | Вилучення           | 4 хв.                                                |           | Арбітри: Вес Макколі Стів Козарі |
| 31                            | Кидки               | 31                                                   |           | Арбітри: Вес Макколі Стів Козарі |

| 13 червня 2023 20:00 | Вегас Голден Найтс | 9 : 3 (2:0, 4:1, 3:2) | Флорида Пантерс | Ті-Мобіл Арена, Парадайз Глядачів: 19 058 |

| Протокол | Протокол                                        | Протокол                                         | Протокол           | Протокол                           |
| --- | ----------------------------------------------- | ------------------------------------------------ | ------------------ | ---------------------------------- |
| | Едін Гілл                                       | Голкіпери                                        | Сергій Бобровський | Арбітри: Келлі Сазерленд Кріс Руні |
| Стоун — 11:52 Гег — 13:41 Мартінес — 30:28 Сміт — 32:13 Стоун — 37:15 Амадіо — 39:58 Іван Барбашов — 48:22 Стоун — 54:06 Рой — 58:58 | 1:0 2:0 2:1 3:1 4:1 5:1 6:1 7:1 7:2 7:3 8:3 9:3 | 22:15 — Екблад 48:47 — Райнгарт 51:39 — Райнгарт |                    | Арбітри: Келлі Сазерленд Кріс Руні |
| 2 хв. | Вилучення                                       | 2 хв.                                            |                    | Арбітри: Келлі Сазерленд Кріс Руні |
| 32 | Кидки                                           | 35                                               |                    | Арбітри: Келлі Сазерленд Кріс Руні |

| Володар Кубка Стенлі 2023       |
| ------------------------------- |
| Вегас Голден Найтс перший титул |